# Fritz Rosenfelder

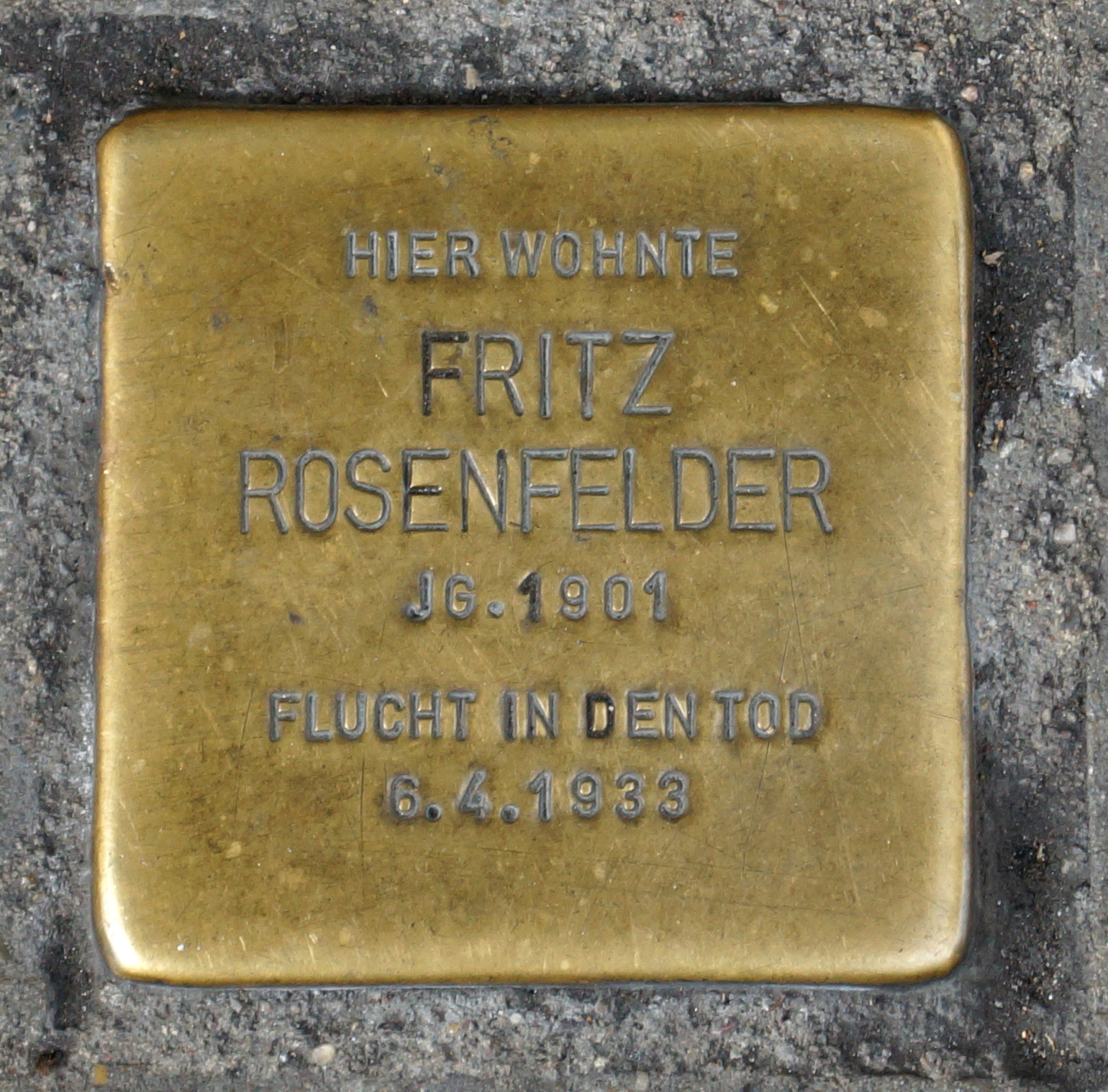
Stolperstein in Stuttgart, König-Karl-Straße 66

Fritz Rosenfelder (geboren 15. Dezember 1901 in Cannstatt; gestorben 6. April 1933 in Cannstatt) war ein deutscher Kaufmann und Sportler.

## Leben
In den 1920er Jahren führte Fritz Rosenfelder zusammen mit seiner Mutter Frieda (Fanny) in Cannstatt eine Lederhandlung und Lederwarenfabrik. Seine Großeltern (väterlicherseits) waren um das Jahr 1868 aus Aufhausen nach Cannstatt gezogen. Die Familie kam dort zu Wohlstand und wohnte in der Cannstatter König-Karl-Straße. Neben seinen beruflichen Aufgaben widmete sich Rosenfelder im Turnverein Cannstatt 1846 als Übungsleiter dem Wassersport und dem Skisport und konnte auch als Mäzen wirken. Noch im Februar 1933 berichtete der Verein anerkennend über eine von ihm organisierte Ski-Ausfahrt.
Seit der Machtübergabe an die Nationalsozialisten im Januar 1933 bereitete die Deutsche Turnerschaft unter ihrem neuen „Führer“ Edmund Neuendorff, einem notorischen Judenhasser, für die Hauptausschuss-Sitzung in Stuttgart am 8./9. April eine Satzungsänderung vor, damit die Mitgliedsvereine den Ausschluss ihrer jüdischen Mitglieder vollziehen sollten. Rosenfelder hatte die vorbereitenden Pressemitteilungen der DT in seiner Post, und er wurde gewahr, wie Sportskameraden sich von ihm als Juden ab„setzten“. Rosenfelder verübte Suizid mit seinem Sportgewehr. Mit einem Abschiedsbrief versuchte er seine Vereinskameraden aufzurütteln.
Die Totenrede hielt Vereinsmitglied Leopold Marx, der mit seinem Sohn 1934 vom Übungsbetrieb ausgeschlossen werden sollte und 1939 aus Deutschland emigrieren musste. Der ehemalige Jagdflieger Ernst Udet kreiste über dem Krematorium und warf auf dem israelitischen Teil des Steigfriedhofs einen Kranz ab. Einige Vereinsmitglieder stellten sich als Sargträger zur Verfügung. Im April 1934 wurde im Turnverein Cannstatt ein neuer Vereinsvorstand gewählt, der das Gedenken an das Vereinsmitglied Rosenfelder auslöschte. Dieses Verschweigen hielt bis 1978 an, als Der Spiegel das Thema – allerdings journalistisch schlecht recherchiert (Rainer Redies) – aufgriff.
In der zionistischen Wochenzeitung Jüdische Rundschau wurde am 25. April der Suizid mit einem kritischen Ton kommentiert, da Rosenfelder sein Judesein aus seinem Leben ausgeblendet und deshalb den inneren Halt verloren habe. Der Nachruf in der Gemeindezeitung für die israelitischen Gemeinden Württembergs vom 1. Mai 1933 hingegen betonte das Verdienst Rosenfelders um das [bis dato] im Verein praktizierte gute Verhältnis zwischen Christen und Juden.

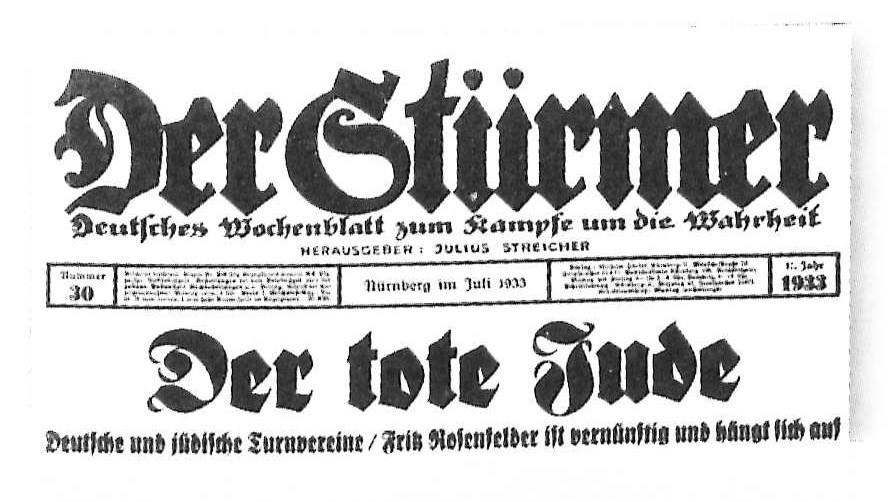
Der Stürmer, Nr. 30, Juli 1933, S. 1

Während des Deutschen Turnfestes in Stuttgart im Juli 1933 erschien die nationalsozialistische Wochenzeitung Der Stürmer mit der Schlagzeile Der tote Jude. Als Leitartikelüberschrift folgte: Deutsche und jüdische Turnvereine / Fritz Rosenfelder ist vernünftig und hängt sich auf. Das ehrverletzende „Aufhängen“ wurde von der Zeitung bewusst wahrheitswidrig behauptet. Der Stürmer-Bericht wurde von der NS-Presse aufgegriffen, der „NSDAP Nachrichtendienst Ortsgruppe Duisburg Neudorf-Nord“, verantwortlicher Herausgeber H. Heydorn, druckte im August 1933 Rosenfelders Abschiedsbrief und hatte im Kommentar „nichts dagegen“, wenn die „Judenfrage“ auf diese Weise „gelöst“ würde.

## Schriften
- Ihr lieben Freunde. Abschiedsbrief, in: Die Verfolgung und Ermordung der europäischen Juden durch das nationalsozialistische Deutschland 1933–1945, Band 1, 2008, Dokument Nr. 36, S. 142f.